# 東尼·阿爾瓦雷斯
安東尼奧·恩里克·阿爾瓦雷斯（西班牙語：Antonio Enrique Alvarez，1979年5月10日—）為委內瑞拉棒球選手，曾效力於美國職棒匹茲堡海盜及中華職棒兄弟象，守備位置為外野手。

## 經歷
- 委內瑞拉聯盟 Leones del Caracas（1996年～2002年）
- 美國職棒匹茲堡海盜（小聯盟～大聯盟，1998年～2004年）
- 委內瑞拉聯盟Navegantes del Magallanes（2002年）
- 委內瑞拉聯盟Tiburones de La Guaira（2003年～2006年）
- 美國職棒芝加哥白襪（小聯盟，2005年）
- 美國職棒巴爾的摩金鶯（小聯盟，2006年）
- 委內瑞拉聯盟Navegantes del Magallanes（2006年）
- 中華職棒兄弟象（2007年）
- 委內瑞拉聯盟Caribes de Anzoategui（2009年～2010年）
- 委內瑞拉聯盟Aguilas del Zulia（2010年～2012年）
- 委內瑞拉青年體育部長（2014年～2015年）
- 委內瑞拉聯盟Tigres de Aragua （2014年）

## 職棒生涯成績

### 美國職棒
| 年度 | 球隊       | 出賽 | 安打 | 全壘打 | 打點 | 盜壘 | 四壞 | 三振 | 壘打數 | 雙殺打 | 打擊率 |
| ---- | ---------- | ---- | ---- | ------ | ---- | ---- | ---- | ---- | ------ | ------ | ------ |
| 2002 | 匹茲堡海盜 | 14   | 8    | 1      | 2    | 1    | 3    | 5    | 13     | 0      | 0.308  |
| 2004 | 匹茲堡海盜 | 24   | 8    | 1      | 8    | 0    | 4    | 7    | 13     | 1      | 0.211  |
| 總計 | 2年        | 38   | 16   | 2      | 10   | 1    | 7    | 12   | 26     | 1      | 0.250  |

### 中華職棒
| 年度 | 球隊   | 出賽 | 安打 | 全壘打 | 打點 | 盜壘 | 四壞 | 三振 | 壘打數 | 雙殺打 | 打擊率 |
| ---- | ------ | ---- | ---- | ------ | ---- | ---- | ---- | ---- | ------ | ------ | ------ |
| 2007 | 兄弟象 | 32   | 41   | 8      | 25   | 5    | 4    | 20   | 73     | 3      | 0.339  |
| 總計 | 1年    | 32   | 41   | 8      | 25   | 5    | 4    | 20   | 73     | 3      | 0.339  |

## 外部連結
- 東尼·阿爾瓦雷斯在台灣棒球維基館上的頁面（繁體中文）
- 東尼·阿爾瓦雷斯在美國職棒官網（英语）
- 東尼·阿爾瓦雷斯在中華職棒官網
- 東尼·阿爾瓦雷斯在Baseball-Reference.com（大聯盟）（英语）
- 東尼·阿爾瓦雷斯在Baseball-Reference.com（小聯盟以及海外聯盟）（英语）
- 東尼·阿爾瓦雷斯在ESPN（MLB）（英语）
- 東尼·阿爾瓦雷斯在FanGraphs.com（英语）
- 東尼·阿爾瓦雷斯在Retrosheet（英语）